# Jaak Peetre
Jaak Peetre (Tallinn, 29 de julho de 1935 – Lund 1 de abril de 2019) foi um matemático sueco.
Obteve um doutorado na área de equações diferenciais parciais em 1959. Em 1963 tornou-se o professor de matemática mais jovem da suécia, na Universidade de Lund. É conhecido por ter criado o método da interpolação verdadeira, com Jacques-Louis Lions.
Foi palestrante convidado do Congresso Internacional de Matemáticos em Nice (1970).